# Ministri dell'ambiente della Repubblica Italiana
I ministri dell'ambiente della Repubblica Italiana si sono avvicendati dal 1983 in poi.

## Lista
| Ministro                                              | Ministro         | Ministro                        | Partito                                 | Governo          | Mandato          | Mandato          | Leg.  |
| Ministro                                              | Ministro         | Ministro                        | Partito                                 | Governo          | Inizio           | Fine             | Leg.  |
| ----------------------------------------------------- | ---------------- | ------------------------------- | --------------------------------------- | ---------------- | ---------------- | ---------------- | ----- |
| Ecologia                                              |                  |                                 |                                         |                  |                  |                  |       |
|                                                       |                  | Alfredo Biondi (1928-2020)      | Partito Liberale Italiano               | Craxi I          | 4 agosto 1983    | 31 luglio 1985   | IX    |
|                                                       |                  | Valerio Zanone (1936-2016)      | Partito Liberale Italiano               | Craxi I          | 31 luglio 1985   | 1º agosto 1986   | IX    |
| Ambiente                                              |                  |                                 |                                         |                  |                  |                  |       |
|                                                       |                  | Francesco De Lorenzo (1938)     | Partito Liberale Italiano               | Craxi II         | 1º agosto 1986   | 18 aprile 1987   | IX    |
|                                                       |                  | Mario Pavan (1918-2003)         | Indipendente                            | Fanfani VI       | 18 aprile 1987   | 29 luglio 1987   | IX    |
|                                                       |                  | Giorgio Ruffolo (1926-2023)     | Partito Socialista Italiano             | Goria            | 29 luglio 1987   | 13 aprile 1988   | X     |
| De Mita                                               | 13 aprile 1988   | Giorgio Ruffolo (1926-2023)     | Partito Socialista Italiano             | 23 luglio 1989   |                  |                  | X     |
| Andreotti VI                                          | 23 luglio 1989   | Giorgio Ruffolo (1926-2023)     | Partito Socialista Italiano             | 13 aprile 1991   |                  |                  | X     |
| Andreotti VII                                         | 13 aprile 1991   | Giorgio Ruffolo (1926-2023)     | Partito Socialista Italiano             | 28 giugno 1992   |                  |                  | X     |
|                                                       |                  | Carlo Ripa di Meana (1929-2018) | Partito Socialista Italiano             | Amato I          | 28 giugno 1992   | 9 marzo 1993     | XI    |
|                                                       |                  | Valdo Spini (1946)              | Partito Socialista Italiano             | Amato I          | 9 marzo 1993     | 29 aprile 1993   | XI    |
|                                                       |                  | Francesco Rutelli (1954)        | Federazione dei Verdi                   | Ciampi           | 29 aprile 1993   | 4 maggio 1993    | XI    |
|                                                       |                  | Valdo Spini (1946)              | Partito Socialista Italiano             | Ciampi           | 4 maggio 1993    | 11 maggio 1994   | XI    |
|                                                       |                  | Altero Matteoli (1940-2017)     | Movimento Sociale Italiano              | Berlusconi I     | 11 maggio 1994   | 17 gennaio 1995  | XII   |
|                                                       |                  | Paolo Baratta (1939)            | Indipendente                            | Dini             | 17 gennaio 1995  | 18 maggio 1996   | XII   |
|                                                       |                  | Edoardo Ronchi (1950)           | Federazione dei Verdi                   | Prodi I          | 18 maggio 1996   | 21 ottobre 1998  | XIII  |
| D'Alema I                                             | 21 ottobre 1998  | Edoardo Ronchi (1950)           | Federazione dei Verdi                   | 22 dicembre 1999 |                  |                  | XIII  |
| D'Alema II                                            | 22 dicembre 1999 | Edoardo Ronchi (1950)           | Federazione dei Verdi                   | 26 aprile 2000   |                  |                  | XIII  |
|                                                       |                  | Willer Bordon (1949-2015)       | I Democratici                           | Amato II         | 26 aprile 2000   | 11 giugno 2001   | XIII  |
| Ambiente e tutela del territorio                      |                  |                                 |                                         |                  |                  |                  |       |
|                                                       |                  | Altero Matteoli (1940-2017)     | Alleanza Nazionale                      | Berlusconi II    | 11 giugno 2001   | 23 aprile 2005   | XIV   |
| Berlusconi III                                        | 23 aprile 2005   | Altero Matteoli (1940-2017)     | Alleanza Nazionale                      | 17 maggio 2006   |                  |                  | XIV   |
| Ambiente e tutela del territorio e del mare           |                  |                                 |                                         |                  |                  |                  |       |
|                                                       |                  | Alfonso Pecoraro Scanio (1959)  | Federazione dei Verdi                   | Prodi II         | 17 maggio 2006   | 8 maggio 2008    | XV    |
|                                                       |                  | Stefania Prestigiacomo (1966)   | Il Popolo della Libertà                 | Berlusconi IV    | 8 maggio 2008    | 16 novembre 2011 | XVI   |
|                                                       |                  | Corrado Clini (1947)            | Indipendente                            | Monti            | 16 novembre 2011 | 28 aprile 2013   | XVI   |
|                                                       |                  | Andrea Orlando (1969)           | Partito Democratico                     | Letta            | 28 aprile 2013   | 22 febbraio 2014 | XVII  |
|                                                       |                  | Gianluca Galletti (1961)        | Unione di Centro Centristi per l'Europa | Renzi            | 22 febbraio 2014 | 12 dicembre 2016 | XVII  |
| Gentiloni                                             | 12 dicembre 2016 | Gianluca Galletti (1961)        | Unione di Centro Centristi per l'Europa | 1º giugno 2018   |                  |                  | XVII  |
|                                                       |                  | Sergio Costa (1959)             | Indipendente                            | Conte I          | 1º giugno 2018   | 5 settembre 2019 | XVIII |
| Conte II                                              | 5 settembre 2019 | Sergio Costa (1959)             | Indipendente                            | 13 febbraio 2021 |                  |                  | XVIII |
| Transizione ecologica (dal 1º marzo 2021)             |                  |                                 |                                         |                  |                  |                  |       |
|                                                       |                  | Roberto Cingolani (1961)        | Indipendente                            | Draghi           | 13 febbraio 2021 | 22 ottobre 2022  | XVIII |
| Ambiente e sicurezza energetica (dal 4 novembre 2022) |                  |                                 |                                         |                  |                  |                  |       |
|                                                       |                  | Gilberto Pichetto Fratin (1954) | Forza Italia                            | Meloni           | 22 ottobre 2022  | in carica        | XIX   |